# Hellstugubræen
61°33′13″N 08°26′31″Ø / 61.55361°N 8.44194°Ø
Hellstugubræen er en gletsjer, beliggende i Jotunheimen, i Lom Kommune, Innlandet fylke i Norge. Vestre Memurubræen er en østlig udløber af samme isbræ. Gletsjeren ligger øst for Hellstugutinderne, vest for Memurutinderne og munder ud i Visdalen nær turisthytten Spiterstulen.
NVE har gennemført massebalancemålinger af Hellstugubræen siden 1962. Frontmålinger har vært udført siden 1901.